# Michael Madsen (fodboldtræner)
 Der er flere personer med dette navn, se Michael Madsen.
Michael Kirkevang Madsen (født 24. januar 1974 på Frederiksberg) er en dansk fodboldtræner og forhenværende professionel fodboldspiller, hvis primære position var på den defensive midtbane og sekundært i forsvarskæden som en offensiv orienteret venstrekantspiller. Madsen er ansat som assistenttræner i Skovshoved IF. Madsen har endvidere fungeret som sportschef og i en kort periode optrådt i en jobfunktion som talent- og teamchef. Madsen er ansat som cheftræner i Brønshøj Boldklub. Han har tidligere været cheftræner for Akademisk Boldklub, Hellerup IK, FC Amager og Vanløse IF.
Den defensive midtbanespiller nåede i løbet af sin godt 15 år lange seniorkarriere (1992–2007) at spille for i alt syv danske, italienske og tyske fodboldklubber, hvoraf syv sæsoner er blevet tilbragt i landets bedste række, fire sæsoner i den næstbedste række og tre sæsoner i den tredjebedste række. I fire af sæsonerne har Madsen optrådt med status som amatørspiller, mens de resterende 11 sæsoner alle har været under en professionel spillerkontrakt. Det resultatmæssige højdepunkt som fodboldspiller opnåede han i 2002/03-sæsonen, hvor det blev til en samlet tredjeplads (bronzemedaljer) i Superligaen med Farum Boldklub (fungerer nu som moderklub til eliteoverbygningen FC Nordsjælland).
Efter at have været nødsaget til at indstille sin aktive spillerkarriere i februar 2007 grundet en bruskskade i det venstre knæ rettede Michael Madsen i maj 2007 i stedet sit fokus mod talentudvikling, den sportslige ledelse og cheftrænergerningen, som har bragt ham til fire københavnske fodboldklubber i 1. og 2. division og senest den hæderkronede[kilde mangler] klub Brønshøj Boldklub.

## Spillerkarriere

### De første år med amatørstatus
Udgangspunktet for tilværelsen som fodboldspiller blev Boldklubben Fremad Valbys ungdomsafdeling, hvor Madsen startede med at sparke til en fodbold som femårig i 1979. Fodboldopdragelsen blev fortsat hos fodboldafdelingen i den københavnske nabo- og serieklub Albertslund Idrætsforening (AIF), hvor Madsen begyndte som 11-årig og endte med at spille i en periode på godt syv år. Den defensive københavner forlod forstadsklubben Albertslund IF ved overgangen fra sin officielle status som ungdomsspiller til seniorspiller.
Madsen er fulgt i sin fars fodspor med hensyn til at gøre karriere indenfor fodboldverdenen. Michael Madsens far er midtbanespilleren Steen Madsen, der tidligere har været divisionsspiller for Vanløse Idræts Forenings bedste mandskab i 1970'erne, da klubbens førstehold vandt DBU's Landspokalturnering i 1973/74-sæsonen med en finalesejr over Odense Boldklub med cifrene 5-2 og et halvt års tid efter sikrede sig oprykning til landets daværende bedste fodboldrække (1. division) ved at vinde landets daværende næstbedste række, 2. division, i 1974-sæsonen og 3. division øst sæsonen forinden. Efter spillerkarrieren fortsatte Steen Madsen som træner for en række sjællandske og københavnske klubber, herunder Albertslund IFs førstehold i serierne i flere omgange i 1990'erne og starten af 2000'erne.
Efter ungdomsårene indledte Madsen sin 1. seniorkarriere i forårssæsonen 1992 på divisionsklubben Boldklubben Avartas førstehold, under ledelse af den tidligere landsholdsspiller og udlandsprofessionelle Benny Nielsen (cheftræner i klubben siden 1991). Avarta var på daværende tidspunkt placeret i den fjerdebedste danske fodboldrække, 2. division Øst. Klubbens førstehold formåede med en række midterplaceringer i tabellen at forblive i 2. division Øst de kommende sæsoner under den daværende halvårlige turneringsstruktur for Danmarksturneringen i fodbold. Madsen, der i hele sin tid med klubben havde kontraktlig status som amatørspiller, fik med tiden tilspillet sig en stamplads i startopstillingen på klubbens førstehold og stod inden starten på forårssæsonen 1995 noteret for 31 divisionskampe. I foråret 1995 formåede holdet at vinde øst-puljen i 2. division (daværende fjerdebedste række) grundlagt gennem 9 sejre, 4 uafgjorte og 1 enkelt nederlag, hvilket sikrede en oprykning til den næstbedste række, 1. division.
I starten af juli måned 1995 var det planen, at Madsen skulle fortsætte karrieren i græske PAOK FC fra Thessaloniki, men det udmøntede sig i sidste ende ikke til en egentlig spillerkontrakt med fodboldklubben i landets bedste liga. Superliga-oprykkerne fra Viborg F.F. havde inviteret markspilleren til Jylland for at se ham an i en træningskamp, men valgte ikke at hente ham til klubben. Madsens indsats på grønsværen for Rødovre-klubbens bedste grøn/hvid-blusede mandskab i den netop afsluttede forårssæson dannede grundlaget for, at Spillerforeningen og midtbanespillerens divisionskollegaer i midten af juli måned kårede den dengang 21-årige til årets profil i 2. division Øst 1995. I 1995/96-sæsonen, hvor Dansk Boldspil-Union ændrede Danmarksturneringens afvikling med start om sommeren og afslutning den kommende sommer, sluttede Boldklubben Avarta på en samlet 10. plads i 1. division, hvilket er forblevet klubbens næstbedste placering igennem historien (pr. 1. september 2008). Michael Madsen blev samlet noteret for 66 officielle 1. seniorkampe (division og pokal) for Boldklubben Avarta.

### Gennembruddet som professionel
Madsen blev introduceret til den bedste danske række i fodbold, Superligaen, da nyoprykkede Akademisk Boldklub med hjemmebane i det tidligere Gladsaxe Idrætspark Marielyst (før totalrenoveringen af stadion anlægget i perioden november 1998–september 1999) hentede midtbanespilleren til klubben i slutningen af juni måned 1996 på en toårig kontrakt. Han havde valget mellem at blive professionel i belgiske Sint-Truidense VV (i landets bedste række) eller at skifte til akademikerne. Valget faldt på Gladsaxe-klubben "på grund af en fornem modtagelse i klubben og den professionelle måde, som tingene [blev grebet] an på" samtidig med at han på et senere tidspunkt kunne bruge AB som "et springbræt til at komme til udlandet". Han debuterede som 22-årig for klubbens bedste mandskab, under ledelse af cheftræner Tonni Nielsen, i Superligaen den 28. juli 1996 i forbindelse med en udebanekamp på Lyngby Stadion mod Lyngby Boldklub, hvor man imidlertid led et 6-1 nederlag (Madsen blev skiftet ud i det 57. min.). Madsen fik yderligere 14 optrædener (fem kampe med fuld spilletid, samlet 784 minutter på banen) i Superligaen for Bagsværd-klubben i 1996/97-sæsonen og fik scoret sit første Superligamål den 25. maj 1997 (29. spillerunde) i det 90. minut af udebanekampen mod Odense Boldklub, hvilket i sidste ende sikrede AB den endelige sejr på 2-1.
I sin første tid på klubbens førstehold blev Madsen regnet som en marginalspiller, idet det daværende trænerteam lod defensivspilleren forblive fortrinsvis på udskiftningsbænken (12 kampe passerede imellem debuten og den næste kamp i Superligaen) eller anvendte ham som indskiftningsspiller i kampenes sidste minutter. Det blev i denne indledende periode i stedet til mere kamptræning (og mange scoringer) på akademikernes andetholdstrup i de lavere rangerende serier. Efter akademikerne i vinterpausen 1996/97 havde ligget på en nedrykningsplads, valgte klubledelsen i stedet at genansætte Christian Andersen som ny cheftræner. Udskiftningen af trænerteamet forud for forårssæsonen udmøntede sig i en række brugbare slutresultater på grønsværen, der i sidste ende sikrede akademikerne en samlet tiendeplads syv point over nedrykningsstregen – grundlagt gennem seks sejre i forårssæsonen 1997 (ud af i alt otte sejre i sæsonen). En konsekvens af trænerskiftet blev, at Madsen udviklede sig tilstrækkeligt meget som teknisk venstre-kantspiller til, at han som følge af sin indsats under træningen og i de sidste fem Superligakampe af 1996/97-sæsonen fik tilspillet sig en fast plads i startopstillingen fremover. De fem sidste turneringskampe (tre sejre og to nederlag med en samlet målscore på 12-6) i sæsonen flyttede netop holdet fra en bundplacering til pladsen over stregen i den fornemmeste fodboldrække.
Med start fra 1997/98-sæsonen var venstrebensspilleren Madsen, hvis fortrukne plads var som venstre back, med samlet 32 kampe (fuld spilletid i 25 kampe, 2.758 minutters spilletid) og 4 scoringer (alle lavet i efteråret) blevet stamspiller i den hvid/grønne spilledragt og oplevede i denne periode sin hidtidige bedste tid som fodboldspiller i sin aktive karriere. Cheftræner Christian Andersen så i Madsen en spiller, som havde "udviklet sig 15-20 procent i efteråret" 1997 ved at være blevet hurtigere, fysisk stærkere og med forbedringer i sin teknik, og trods en del mangler bl.a. i hovedspillet betragtede Andersen ham stadig som værende "en af de bedste kantspillere i Superligaen". Madsen fremhævedes i efterårssæsonen 1997 generelt som en af Superligaens mest gennembrudsstærke kantspillere med et stort offensivt potentiale med sine kreative afleveringer og præcise indlæg fra venstre side af banen i samarbejde med Peter Knudsen, på trods af tilsvarende mangler i det defensive arbejde. AB-spilleren blev således nævnt som en mulig kandidat på den defensive midtbane på liga-landsholdet, og dennes ophold med træningspas og uofficielle træningskampe ved King's Cup-turneringen i Bangkok fra den 24. til den 31. januar 1998, uden dog at AB'eren i slutningen af november blev udtaget til vinterens bruttotrup på 18 udvalgte og potentielle A-landsholdsspillere af den daværende landstræner Bo Johansson. Noget af forklaringen på AB-spillernes succes i fodboldspillet på banen var blandt andet fløjspillet med indlæg indover fra baglinjen og siderne, et spil på kanterne som Michael Madsen og holdkammeraten Jan Michaelsen var en fast bestanddel af, og som cheftræner Andersen konsekvent holdt fast i igennem hele efterårssæsonen.
I stedet for et skifte til udlandet allerede i sommerpausen 1997 tog Madsen orlov fra et job som kontorassistent i Fødevareministeriet og fortsatte i dansk fodbold ved at tegne en ny treårig fuldtidskontrakt med Bagsværd-klubben frem til sommerpausen 2000. I løbet af 1997/98-sæsonen blev der langsomt indført kontraktfodbold og fuldtidsprofessionelle tilstande i Superliga-klubben gennem stiftelsen af selskabet AB Professionel Fodbold A/S, og Madsen blev en af de faste spillere i førsteholdstruppen, man havde under kontrakt og valgte at holde på til trods for et købstilbud på godt halvanden million kroner fra den hollandske klub VBV De Graafschap fra Æresdivisionen. Det blev til et vellykket tre-fire dages gæste-/træningsophold i slutningen af november 1997 hos italienske Serie A-klub Bologna F.C., som det meste af efteråret havde fulgt den 23-årige AB'er og efterfølgende inviteret til Italien for at overvære Bologna FC's hjemmekamp mod AC Fiorentina samt for at se på forholdene i fodboldklubben og byen. AB's klubledelse havde derpå nogle tætte forhandlinger med de italienske repræsentanter, hvor man fik overleveret et konkret kontrakttilbud på tre millioner og gældende fra 1. juli, hvilket klubbens ledelse i slutningen af januar 1998 endte med at takke nej til. Madsen udtrykte allerede inden vinterpausen 1997/98 offentligt en interesse i at komme af sted til en udenlandsk fodboldliga, hvis det var "til den helt rigtige klub", men AB's ledende folk ville i sidste ende ikke slippe venstrebensspilleren før 1997/98-sæsonen var overstået.
Under ledelse af cheftræner Christian Andersen endte akademikerne på en samlet femteplads i Superligaen i 1997/98-sæsonen, hvor Madsen på venstrekanten igennem hele sæsonen havde et tæt sammenspil med holdkammeraten Peter Knudsen på den centrale midtbane. Akademikerne mistede muligheden for at ende på fjerdepladsen i Superligaen, der denne sæson gav adgang til en UEFA Cup-plads, da man i næstsidste runde led et 3-1 nederlag spillet i regnvejr på hjemmebane mod OB den 27. maj 1998. I stedet kvalificerede Superligaklubbens bedste mandskab sig med en femteplads til UEFA Intertoto Cuppen, hvis kampe afvikledes i sommeren 1998.

### Årene i den italienske Serie A
Op til flere gange i løbet af forårssæsonen 1998 havde den nyoprykkede italienske Serie A-klub AS Bari sine repræsentanter siddende til AB's kampe i Superligaen oprindeligt for at vurdere Madsen, men man fik også øje på en anden stamspiller, Peter Knudsen. Særligt i sæsonens næstsidste Superliga-kamp på hjemmebane, hvor AB igennem hele kampen havde det spillemæssige overtag overfor OB, men stadigvæk tabte med cifrene 3-1, blev der givet et godt indtryk på de italienske iagttagere, hvilket medvirkede til, at den italienske klub i sommeren gav den danske Superligaklub et tilbud om at overtage to af klubbens stamspillere i en samlet aftale. Efter en god sæson i Akademisk Boldklub, hvis professionelle afdeling stod overfor en børsintroduktion i vinteren 1998, blev både 24-årige Madsen og klubkammeraten den 25-årige midtbanespiller Peter Knudsen den 12. juni 1998 hentet til AS Bari på to næsten enslydende treårige kontrakter i en samlet transferhandel, der blev rapporteret til at have en værdi i underkanten af 15 millioner danske kroner.
Madsen fik i sin kontrakt, hvis detaljer blev færdigforhandlet i løbet af godt otte timer på klubbens stadion om aftenen, inden han blev præsenteret for den italienske presse, indført en option med en eventuel forlængelse på yderligere et enkelt år efter det tredje år. Til Berlingske Tidende udtalte Madsen, at han selv var af den opfattelse, at han havde spillet bedre og bedre i forårssæsonen efter en vanskelig indledning. Midtbanespilleren følte sig klar til at tage springet til en udlandsprofessionel spillerkarriere, og at en plads i A-landsholdstruppen nu forhåbningsvis ville komme ind i billedet grundet den større fokus, der er på udlandsprofessionelle fodboldspillere i danske medier. Madsen anså italiensk fodbold i almindelighed som "et fremragende udgangspunkt for at komme videre" og få øget interessen om sig selv, når først Serie A i Italien var kommet på CV'et. Knudsen var på dette tidspunkt AB's måske største profil og den af de to fodboldspillere i transferaftalen med den største markedsværdi.
Michael Madsen fik sin officielle kampdebut for sin nye italienske klub den 13. september 1998 i den bedste italienske fodboldrække på AS Baris hjemmebane, Stadio San Nicola, i premieresejren mod AC Venezia, som besejredes med cifrene 1-0. Knudsen, som havde spillet de første 72 minutter af kampen for AS Bari, blev erstattet af indskiftede Madsen, der samtidig spillede sin første officielle kamp uden for Danmark. Efter klubskiftet stod det imidlertid hurtigt klart for begge de to nye udlandsprofessionelle spillere, at de var nødsaget til at konkurrere om den samme spillemæssige position i førsteholdstruppen samtidig med, at de konsekvent blev flyttet rundt til forskellige positioner over hele fodboldbanen og sat til at spille uvante roller i forskellige taktiske opstillinger hver weekend. Endvidere var der i efterårssæsonen 1998 ikke udsigt til regelmæssig spilletid i hver runde af Serie A, eftersom hverken Knudsen eller Madsen indgik i træner Fascettis grundstamme af spillere til startopstillingen. Begge spillere luftede i flere omgange offentligt deres skuffelse og frustrationer i den danske sportspresse over hverken at blive indviet i taktiske overvejelser eller få forklaringer på de sportslige dispositioner fra en fåmælt cheftræner.
Grundet den fortsatte utilfredshed omkring situationen med den ustabile fodboldtilværelse uden fuld spilletid valgte Peter Knudsen derfor den 13. april 1999, efter godt 10 måneder i italiensk fodbold, at vende retur til dansk fodbold, hvor han underskrev en fireårig kontrakt med Gladsaxe-klubben. Derimod oplevede Madsen efterhånden mere spilletid i turneringskampene og følte, at han var kommet tættere på en fast plads i førsteholdstruppen. Defensivspilleren antog en pragmatisk holding til tingenes tilstand og bl.a. som følge af salget af holdets venstreside bestående af Diego De Ascentis (til AC Milan) og den nykårede italienske landsholdsspiller Gianluca Zambrotta (til Juventus F.C.) ville defensivspilleren satse endnu en sæson i håb om spille mere stabilt i Serie A og derigennem skaffe en stamplads på holdet. Starten på tilværelsen i den bedste italienske fodboldrække forløb efter omstændighederne tilfredsstillende for Madsen, og han blev noteret for 23 Serie A-kampe (ud af 34 mulige, ingen scoringer) i sin første sæson, hvor AS Bari opnåede en midterplacering i ligaen. Klubbens 10. plads i slutstillingen berettigede holdet til at deltage i sommerens UEFA Intertoto Cup, en turnering klubben dog ikke valgte at optræde i. Det gennemgående tema for hele 1998/99-sæsonen var mange ind- og udskiftninger uden fuld spilletid i størstedelen af kampene, og netop uenigheden omkring spilletiden blev baggrunden for had/kærlighedsforholdet mellem cheftræneren og Madsen i den resterende tid med AS Bari.
Cheftræner Eugenio Fascetti, som ikke fandt det nødvendigt at diskutere overståede kampe, styrker og svagheder, eller hvordan hver spiller kunne forbedre sit spil, ankom til AS Bari ved indledningen til 1996/97-sæsonen og blev krediteret for at stå bag klubbens oprykning til Serie A, der i 1998 fik ham kåret til årets træner i Serie A. Efter Madsens første sæson besluttede cheftræneren sig for ikke at benytte den defensive midtbanespiller som et af sine førstevalg og lod i den kommende sæson Madsen fortrinsvist blive siddende på udskiftningsbænken eller tilskuertribunen under afvikling af majoriteten af turneringskampene. I modsætning til spillestilen fra sin tid med akademikerne lagde AS Baris cheftræner særlig vægt på en meget defensiv taktisk spillestil med høje bolde over midtbanen, hvor Fascetti gentagne gange fik placeret danskeren, til angrebsspillerne i front, hvilket ikke passede Madsen, og han indtog således en plads på udskiftningsbænken.
Da Madsen i løbet af efterårssæsonen 1999, allerede efter en enkelt sæson, var kommet helt ud af cheftrænerens fremtidsplaner, tilkendegav han tidligt på sæsonen, at han ikke kunne se sig selv i adriaterhavsklubbens nærmeste fremtid og med status som reserveholdsspiller helst ville søge væk fra klubben frem for at blive og hæve sin årsløn på godt 1,5 millioner kroner resten af kontraktperioden ud. Da Madsen med tanke på sin alder først og fremmest ønskede at opnå en bedre tildeling af spilletid, fik han derfor klubledelsens tilladelse til at se sig om efter en anden arbejdsgiver, men forhandlingerne med interesserede udenlandske fodboldklubber endte uden resultat, og midtbanespilleren måtte blive i den syditalienske fodboldklub. Et forventet klubskifte lykkedes ikke grundet en kombination af Bari-klubbens prisskilt på 2 milliarder lira (svarende til de 7-8 millioner danske kroner, som klubben i sin tid gav for Madsen), og at ledelsen nægtede at lade Michael Madsen tage på kortvarige prøvetræningsophold udenfor landets grænser og dermed imødekomme et af de få krav fra interesserede klubber.
Efter at have fristet en tilværelse uden førsteholdskampe kom midtbanespilleren i midten af april måned 2000 på ny ind i varmen hos trænerteamet, hvilket var resultatet af en personlig snak med klubbens præsident og klubejer om Madsens fremtid i klubben. Han gjorde comeback i startopstillingen i forbindelse med en Serie A-kamp den 16. april 2000 på hjemmebane mod US Lecce, hvor han i sine 79 minutter på fodboldbanen bidrog med to målgivende afleveringer i sejren med slutcifrene 3-1 over de sydøst-italienske naboer i Apulien. Den defensive kantspiller blev benyttet i fire af forårssæsonens sidste kampe i den bedste italienske fodboldrække og var medvirkende til, at AS Bari kunne beholde sin status som Serie A klub ved at placere sig over nedrykningsstregen.
Indsatsen i forårssæsonen udløste flere optrædener i de kommende måneder. Den 12. november 2000 scorede Madsen sit første mål i Serie A, da han opfangede en returbold og udlignede AC Milans 1-0 føring med et højrebensscoring i det 71. minut efter at være blevet skiftet ind 11 minutter efter pausen. Turneringskampen blev i sidste ende et nederlag, da milanesernes ukrainske forward Andrij Sjevtjenko scorede sit femte og sjette sæsonmål i det sidste kvarter af kampen til slutresultatet 3-1. Under et træningspas i slutningen af november måned 2000 kom Madsen uheldig ind i en tackling og fik som følge af dette en skade. Klublægen anbefalede omgående en kikkertoperation i det venstre knæ grundet det opståede meniskproblem, hvilket udløste en måneds pause væk fra fodbolden, før Madsen kunne begynde at træne med en fodbold igen. Madsen deltog først i sin næste turneringskamp kort efter nytårsskiftet, da han blev indskiftet efter 30 minutter i nedrykningskampen mod Vicenza Calcio.
Da Michael Madsens spillerkontrakt udløb med udgangen af juni måned 2001, forlod Madsen den syditalienske klub, idet han ikke valgte at tage imod en tre-årig kontraktforlængelse, som han fik tilbudt i februar og endnu engang i maj måned. Beslutningen om at søge væk blev allerede truffet et godt stykke tid forinden, da Madsen ikke kunne acceptere de beslutninger, som cheftræneren traf i forhold til defensivspilleren kombineret med, at Madsen ikke kunne opnå spilletid på sin foretrukne plads som venstre back. Efter Serie A 2000/01-sæsonen rykkede AS Bari ned i den sekundære italienske fodboldrække Serie B som følge af en sidsteplads i Serie A, men forinden var cheftræner Fascetti blevet fyret af klubpræsidenten Vincenzo Matarrese seks spillerunder inden sæsonens afslutning i midten af juni måned. Michael Madsen blev samlet set i sine tre sæsoner i AS Bari noteret for 51 ligakampe, hvoraf han var blevet udtaget til startopstillingen i godt 35 af kampene.

### Udlandskarrieren i tysk fodbold
For den kommende sæson var Madsen transferfri i AS Bari og fik ved denne lejlighed et tilbud fra hollandske AFC Ajax, men "havde ikke nok selvtillid dengang til at tage springet og tage af sted". I stedet blev det den ambitiøse tyske Bundesliga-klub VfL Wolfsburg, med bl.a. den tidligere landsholdsspiller Claus Thomsen i spillertruppen, som fik venstrekantsspillerens transferfrie signatur på en tre-årig kontrakt med en såkaldt sign-on-fee, efter Madsen havde bestået det obligatoriske lægetjek. VfL Wolfsburgs interesse i Madsen blev grundlagt i forbindelse med AS Baris hjemmebanenederlag med cifrene 4-3 mod AC Perugia den 29. april 2001, hvor Madsen havde markeret sig på både godt og ondt. AS Bari havde sikret sig en 3-0 føring fire minutter inde i anden halvleg, men hjemmeholdet oplevede direkte modgang i den resterende del af halvlegen med fire AC Perugia-scoringer til følge, hvoraf Madsen var impliceret i det sidste ved at begå det straffespark, som afgjorde kampen. Samtidig blev Madsen præsenteret for sit andet gule kort otte minutter før tid, og dermed en udvisning, grundet hans indsigelser over for dommeren i situationen, der ledte op til AC Perugias 3-4 føringsmål i fodboldkampens slutfase. Madsen udtalte efterfølgende, at han i medgangsperioden havde spillet en af karrieres bedste halvlege, hvor han lagde op til to af målene (1-0 på straffe begået mod Madsen samt målet til 2-0 føringen). Kampen blev fra tribunen iagttaget af VfL Wolfsburgs manager Peter Pander, der efterfølgende tog kontakt til den venstrebenede dansker for at tilbyde en plads på venstrekanten i bundesligaklubbens 3-5-2 eller 3-4-3 spillesystem. Spillerkontrakten blev allerede underskrevet i starten af maj måned.
VfL Wolfsburg var en blandt tre bundesligaklubber, der kvalificerede sig til UEFA Intertoto Cuppen i sommerperioden 2001 gennem en 9. plads i den samlede stilling i 2000/01-sæsonen. Den 14. juli 2001 debuterede Madsen officielt som venstre back i et opgør imod den hviderussiske hovedstadsklub Dynamo Minsk i tredje spillerunde af UEFA Intertoto Cuppen (kampen endte med en 4-3 sejr), hvor han også fik fuld spilletid i yderligere to turneringskampe (returkampen mod Dinamo Minsk den 21. juli og udebanekampen imod ES Troyes AC i semifinalen den 25. juli). De tre kampe i Intertoto Cuppen blev Michael Madsens eneste deltagelse i europæisk sammenhæng i spillerkarrieren.
Ligadebuten for den Volkswagen-ejede fodboldklub fandt sted i forbindelse med premierekampen i Bundesligaen den 28. juli 2001 på udebane mod denne sæsons Champions League-deltagere TSV Bayer 04 Leverkusen. Udebaneopgøret endte med et nederlag på 2-1, og hvor Madsen, som var tiltænkt en rolle på venstrekanten eller på den centrale midtbane i en trup med 20 udenlandske spillere, efter 12 minutter markerede sig som den første spiller i årets Bundesliga til at modtage et gult kort. Allerede inden for de første uger i august måned af Bundesliga-sæsonen løb Madsen dog ind i en rygskade (angiveligt en overanstrengt ryg fra tiden i Italien), og kombineret med trænerens taktiske dispositioner sendte dette danskeren uden for førsteholdstruppen efter blot to optrædener i Bundesligaen. Madsen var tilbage på grønsværen igen den 26. august i 1. runde pokalkampen, som endte med en 5-1 udebanesejr, mod Regionalliga-holdet 1. FC Magdeburg, hvor Madsen spillede med de sidste 10 minutter. Spilletiden på klubbens bedste mandskab var dog blevet betydeligt reduceret, og det blev kun til yderligere 21 minutter i Bundesligaen i forbindelse med udebanekampen mod TSV 1860 München (7. spillerunde) den 23. september, da forsvarsspilleren blev indskiftet i det 69. minut.
Madsens sidste officielle optræden for klubben blev pokalkampen på hjemmebane mod 2. Bundesliga-holdet SpVgg Unterhaching fra München i 2. spillerunde den 27. november 2001, hvor han medvirkede til at sende klubben videre i pokalturneringen. Den 14. januar 2002 blev 27-årige Madsen placeret på transferlisten, efter at førsteholdstruppens størrelse i løbet af vinterpausen 2001/02 var vokset til 40 kontraktspillere som følge af flere indkøb. Allerede før julen blev Madsen klar over, at han af cheftræneren var blevet stemplet som et fejlindkøb og ikke ville blive benyttet i nogen turneringskampe fremover, uanset hvor godt defensivspilleren gjorde det i træningskampene i forberedelserne til sæsonpremieren efter vinterpausen, eller hvis han viste en ekstra indsats på træningsbanen. Wolfsburgs træner opfordrede i denne forbindelse direkte Madsen til at finde en anden arbejdsgiver, da der kun var udsigt til en permanent plads på reservebænken, og danskeren ikke længere ville optræde som hans førstevalg på venstrekanten i startopstillingen. Der skulle en større forandring til på spillerfronten, før Madsen ville komme i betragtning.
Den danske venstrekant-forsvarer var oprindeligt tiltænkt et klubskifte i form af en lejeaftale til det aktuelle førerhold i den næstbedste tyske fodboldrække Hannover 96 (de senere vindere af 2. Bundesliga i 2001/02-sæsonen), men 2. Bundesliga-klubben ombesluttede sig i slutningen af januar måned 2002, da man ikke ønskede at betale lejebeløbet, som ledelsen i VfL Wolfsburg forlangte for den resterende del af sæsonen. Michael Madsen nåede dog at deltage i en enkelt træningskamp i januar 2002 for Hannover 96, der led et nederlag med cifrene 3-5 mod sydtyske SC Freiburg.
I den resterende halvdel af 2001/02-sæsonen forsøgte Madsen forgæves at tilspille sig en plads i bundesligatruppen, men så med tiden ingen fremtidsperspektiver gennem sin arbejdsiver. Resten af det mindre vellykkede ophold i folkevognsbyen blev fortrinsvist tilbragt med reserveholdstruppen, VfL Wolfsburg Amateure, hvor Madsen fik noget kamptræning i en par opgør i den tidligere Oberliga Niedersachsen/Bremen (tysk fodbolds daværende fjerdebedste niveau). Da kæresten/konen fødte i sommerpausen 2002, udtrykte Michael Madsen offentligt et brændende ønske om at vende hjem til en dansk klub i Superligaen og påbegyndte samtaler med fem-seks superligaklubber. På trods af at endnu to år resterede af kontrakten var den tyske provinsklubs ledelse indstillede på at give Madsen fri transfer, eftersom man gerne ville reducere lønningslisten med en forsvarsspiller, som ikke længere var et tema for cheftræneren.

### Retur til dansk fodbold og Superligaen
Frem for at brænde inde med sin utilfredshed og fortsætte med at hæve sin millionløn i VfL Wolfsburg i yderligere to år valgte Madsen i stedet at give sin stagnerende fodboldkarriere en ny retning, efter han under sin ferie i juni måned 2002 var stødt ind i sin tidligere træner og mentor Christian Andersen fra tiden i AB. Træffet fandt sted i forbindelse med en AB-kamp på Gladsaxe Stadion, og begge holdt kontakten ved lige med hinanden, indtil Madsen i august mente, at det var på tide med et klubskifte inden for sommerens nyligt indførte transfervindue. Med virkning fra og med den 1. september 2002 vendte Madsen tilbage til dansk elitefodbold, da VfL Wolfsburg fik forhandlet en lejeaftale på plads og lod defensivspilleren skifte til den nyoprykkede superligaklub Farum Boldklub, hvor Madsen blev genforenet med træner Christian Andersen. Tilgangen af Madsen var ifølge Christian Andersen med henblik på at styrke bredden i Farum Boldklubs spillertrup og gøre den mindre sårbar over for pludseligt opståede langvarige skader, formsvigt og karantæner, særlig med pladserne på venstre side, hvor man længe kun havde rådet over én decideret venstrekantspiller i Thomas Schultz.
Belært af sin udenlandskarriere i henholdsvis italiensk og tysk fodbold skrev Michael Madsen som udgangspunkt bevidst kun under på en et-årig spillerkontrakt med superligaklubben, hvorefter både lejekontrakten og defensivspillerens spillerkontrakt med VfL Wolfsburg ville ophøre i sommerpausen 2003. Farum Boldklubs kontraktunderskrivelse med Madsen skete få dage efter, at klubben fik tilladelse fra Dansk Boldspil-Union (DBU) til på ny at kunne skrive nye spillerkontrakter, kort tid inden transfervinduet officielt lukkede natten til den 1. september 2002. DBU havde oprindeligt frataget Farum-klubben tilladelsen i en periode grundet et flere måneders forsinket årsregnskab for 2001 og begrundet tvivl om, hvorvidt klubben stadigvæk havde en egenkapital, der udgjorde de påkrævede 25 procent af spillernes lønsum.
Udover muligheden for at spille førsteholdsfodbold igen var det også udsigten til på ny at være under Christian Andersens ledelse, som han har stor respekt for, der fik Madsen til at vælge netop den nordsjællandske fodboldklub. Allerede inden sit klubskifte til tysk fodbold havde Madsen gjort sig sine overvejelser om at vende tilbage til Christian Andersen, der var blevet ansat som ny træner i Farum Boldklub. Med hjemkomsten indtog Madsen en ydmyg holdning til sin nye situation, eftersom han havde haft en ti måneders spillepause på højeste niveau. Madsen valgte i starten gennem hårdt arbejde først og fremmest at genfinde glæden ved fodboldspillet og genvinde den tabte selvtillid fra modgangstiden i Tyskland ved at fokusere på at mobilisere et højt bundniveau med sikkerhed i sit fodboldspil og først derefter melde sig kampklar både fysisk og mentalt frem for med det samme at satse med at blive udtaget til startopstillingen til den kommende turneringskamp.
Efter fire sæsoner kunne Madsen på ny debutere i Superligaen, hvilket skete i hans comeback-kamp og debut for den nordsjællandske klub den 11. september 2002 i forbindelse med et udebaneopgør i Gladsaxe imod Akademisk Boldklub. Madsen, som har skabt flere overskrifter i medierne med sine anderledes og ligefremme udtalelser om fodboldverdenen, blev skiftet ind på venstre fløj i pausen op til 2. halvleg i stedet for Dennis Sørensen på et tidspunkt, hvor holdet var bagud med 2-0, hvilket også blev kampens slutresultat. I september måned blev det til yderligere 10 minutter imod Køge Boldklub på hjemmebane den 14. september, alle 90 minutter i U/21-finalen mod IK Skovbakken den 16. september og de sidste 20 minutter i udebaneopgøret mod Aalborg BK den 21. september, hvorefter Madsen tilspillede sig en mere regelmæssig rolle på førsteholdet hver weekend.

Farum Boldklub endte til trods for nederlaget i sæsondebuten på en samlet tredjeplads i Superligaen i 2002/03-sæsonen via resultaterne i forårssæsonen, og mandskabet sikrede sig således bronze-medaljer i sin første sæson i den bedste række nogensinde og adgang til de europæiske kvalifikationsturneringer (UEFA Cuppens 1. kvalifikationsrunde) den kommende sæson. Ledelsen, blandt andet bestående af klubbens nye storaktionær og hovedansvarlig for den daglige drift Allan K. Pedersen, i den nordsjællandske fodboldklub valgte at skære spillertruppen ned af økonomiske grunde for at vende en underskudsforretning til et økonomisk rentabelt foretagende og forlængede derfor ikke Madsens kontrakt efter blot en enkelt sæson, hvor han havde deltaget i 20 superligakampe (1.205 minutter på banen, fuld spilletid i otte kampe, ingen scoringer) og opnået samlet 24 officielle optrædener (ingen scoringer) for Farum Boldklub. En anden del af begrundelsen for den manglende forlængelse af den eksisterende aftale skulle ifølge cheftræner Christian Andersen også findes i, at Madsen ikke "gjorde det [...] godt nok" på venstrekanten/backpositionen. 
 De tre investorer, som trådte ind i en fodboldklub med røde tal i årsregnskaberne, havde som betingelse, at alle ansatte skulle acceptere en 10 procent lønnedgang, hvilket betød, at løntunge spillerprofiler såsom Jacob Gregersen, Martin Johansen, Ulrich Vinzents samt Michael Madsen i den kommende sæson ikke længere var at finde i klubben. Madsen spillede sin sidste kamp i Superligaen for nordsjællænderne den 15. juni 2003 på hjemmebanen i Farum Park imod AaB Fodbold.
Da kontrakten med Farum Boldklub udløb med udgangen af juni måned, fik den venstrebenede forsvarsspiller forespørgsler fra både Sverige og Grækenland samt kontrakttilbud fra 1. divisionsklubben Ølstykke FC, hans tidligere klub Akademisk Boldklub i Superligaen og tilbud om at spille videre i Jylland med start efter sommerpausen. Med AB blev det ved snakken, mens han stort set var nået til enighed om en kontrakt med Ølstykke FC, hvor træningstiderne passede ham meget bedre. Trods fortsat intakte ambitioner om at spille takkede Madsen i alle tilfælde pænt nej til tilbuddene, eftersom defensivspilleren på kort tid havde mistet interessen og ikke mente, han "stadig [var] sulten nok" efter fodboldspillet. Samtidig modtog den 29-årige Madsen et jobtilbud i det private erhvervsliv af et tidligere bestyrelsesmedlem i Akademisk Boldklub, og da han ikke mente fuldtidsjob kunne "kombineres med at spille fodbold, når man også har en familie", besluttede venstrebacken om formiddagen den 7. juli sig derfor at indstille fodboldkarrieren på topplan for i stedet at prioritere en ny karriere som sælger i det private erhvervsliv højest. I forbindelse med sit karrierestop udtalte Madsen til Frederiksborg Amts Avis, at "fodbold har taget en kedelig drejning med alt for mange købmænd i spillet. Jeg er opdraget til at have reelle hensigter, men det er der mange i dag, der mangler. Folk som Allan K. Pedersen i Farum. Jeg har respekt for, at han har købt klubben og sikret arbejdspladserne, men ikke for hans type, der tror, de skal bestemme alt". Madsen startede på jobbet i salgsafdelingen hos SAV Danmark i løbet af juli måned 2003 og ville begynde på fjerdeholdet i Albertslund IF efter den korte sommerferie.

### Hurtigt comeback til 2. division
Mindre end en måned væk fra fodboldspillet valgte den nyligt pensionerede Michael Madsen dog officielt med start fra den 21. juli 2003 at genoptage sin spillerkarriere. Det bedste mandskab i Hellerup IKs fodboldafdeling, der på daværende tidspunkt var placeret i den tredjebedste danske fodboldrække, var i løbet af sommerpausen 2003 kommet under ledelse af den tidligere A-landsholdsspiller Jakob Friis-Hansen, og den nytiltrådte cheftræner formåede kort tid efter sin ansættelse at overbevise Michael Madsen om, at han i et samarbejde omkring både træningen og som spiller ville kunne gøre en forskel i Gentofte-klubben. Fodboldkarrieren fortsattes således i en nyoprettet stilling som spillende assistenttræner med delvis amatørstatus i den nyligt nedrykkede amatørklub Hellerup IK, hvor Madsen ligeledes indtrådte i et samarbejde på assistenttrænerposten med en anden tidligere professionel fodboldspiller samt vinder af Europamesterskabet i fodbold 1992, Torben Piechnik, der fik positionen som holdets assistenttræner og massør. Ved første træningssamling efter sommerferien havde man et fremmøde på blot seks fodboldspillere, men trænerstaben lykkedes i fællesskab at samle en række talentspillere og fodboldprofiler med erfaring fra Superligaen og 1. division til førsteholdsholdstruppen, der på denne måde blev gjort til et konkurrencedygtigt mandskab i 2. division.
Frem for en permanent plads på trænerbænken var Madsen som spillende assistenttræner i stand til at gå forrest i turneringskampene og personligt statuere et eksempel på trænerstabens ønskede indstilling og vindermentalitet hos spillere samt dirigere højlydt og mere direkte med holdkammeraterne på banen. I den rekonstruerede førsteholdstrup efter nedrykningen udviklede Michael Madsen sig med tiden til en af nøglespillerne, da cheftræner Jakob Friis-Hansen placerede ham i en ledende rolle i midterforsvaret til at organisere det defensive spil. Den officielle spillerdebut for klubbens bedste mandskab fandt sted i første spillerunde i 2. division den 2. august 2003 i forbindelse med en hjemmebanekamp på Gentofte Stadion mod Kalundborg GF&BK og sluttede med det uafgjorte resultat 2-2. Fem minutter inden opgørets halvlegspause (i det 40. minut) kom Hellerup IK foran på en scoring af Michael Madsen, hvilket blev hans debutmål i den blå/hvide spillerdragt. Madsen medvirkede i sin første sæson med Hellerup-klubben til at sikre førsteholdet dets tilbagevenden til 1. division ved at vinde den tredjebedste række med syv point ned til Dalum I.F. på andenpladsen. Mesterskabet i 2. division sikredes blandt andet gennem elleve sejre, tre uafgjorte kampe og blot et enkelt nederlag (1-2 på hjemmebane mod Skive IK den 12. maj 2004) i løbet af forårssæsonen.
I den første halvdel af efterårssæsonen 2004 i 1. division formåede Madsen sammen med holdet at fortsætte takterne fra tiden før oprykningen, hvilket efter den niende spillerunde udmøntede sig i en førsteplads med 20 point, opnået gennem seks sejre, to uafgjorte opgør og et enkelt nederlag (holdets hidtidige blot andet divisionsnederlag i 2004). Den aktuelle succes blev indhentet af en række mindre succesfulde resultater i de kommende måneder, og divisionsmandskabet mistede langsomt sit fodfæste i divisionens absolutte top. Bestyrelsen i HIKs fodboldafdeling forhandlede i slutningen af december 2004 en forlængelse af aftalen med Michael Madsen, der bandt sig til klubben i yderligere to år som assisterende træner og sportschef. Oprykkerne fra Hellerup var i efterårssæsonen eneste klub i den næstbedste række, som var uden en kontraktlicens, men fik kort tid inden starten på forårssæsonen den 19. marts 2005 så godt styr på økonomien, at man endelig modtog en klublicens fra Dansk Boldspil-Union (DBU) til at drive kontraktmæssig fodboldvirksomhed (samlet i HIK Professionel Fodbold ApS). I denne forbindelse underskrev 1. divisionsklubben professionelle kontrakter med 12 spillere, herunder Mads Spur-Mortensen og Michael Madsen, der havde siddet med i styregruppen, der skulle få forholdene bag kontraktfodbolden på plads i HIK Fodbold. Jobstillingen indebar nu en række administrative opgaver på fuldtid i de hidtidige omgivelser, udover positionen som spillende assistenttræner i divisionsklubben. Efter at have overvintret på en 4. plads i 1. division endte Hellerup-klubben 2004/05-sæsonen med en samlet 7. plads i den endelige stilling, da man kun magtede at trække sig sejrrigt ud af i alt fire opgør og spille uafgjort i otte divisionskampe i løbet af foråret.
Ved begyndelsen af vinterpausen 2004/05 deltog Michael Madsen på det udvalgte HIK-mandskab, der spillede om Københavnsmesterskabet i indendørs fodbold i slutningen af november 2004. Med en fjerdeplads i Københavns Boldspil-Unions lokale turnering formåede holdet at kvalificere sig til øst-semifinalen, hvorefter man fortsatte videre til finalestævnet i DBU's officielle Danmarksmesterskab i indendørs fodbold dette år placeret i Årup-Hallerne på Fyn i januar måned 2005 med deltagelse af landets tolv bedste indendørsmandskaber. Det lykkedes truppen at spille sig videre fra den indledende pulje og frem til finalen, hvor man endte med tabe til Albertslund IF med cifrene 4-5.
Michael Madsen udviklede i sin tid med klubben sig til stamspiller og forsvarsstyrmand på Gentofte-klubbens bedste mandskab, der i en periode i starten af 2005/06-sæsonen fremhævedes som 1. divisionsholdet med det bedste forsvar (10 scoringer imod holdet i de 10 første spillerunder, hvoraf en enkelt kamp blev tabt med cifrene 4-0). Meget tidligt i begyndelsen af 2005/06-sæsonen løb Michael Madsen imidlertid ind i en alvorlig skade, der satte ham udenfor spillet i en længere periode, hvor han kunne koncentrere sig om sin anden funktion som assistent for Hellerup-klubbens cheftræner. I forbindelse med 1. divisionsopgøret i tredje spillerunde den 13. august 2005 mod Kolding FC brækkede den 31-årige forsvarsspiller sin ene fod. Defensivspilleren var ude i seks uger, hvorefter han måtte benytte det næste halve års tid på sin genoptræning. Hellerup IK, som i efterårssæsonen havde en statistik bestående af tre sejre, otte uafgjorte opgør og fire nederlag, sluttede sæsonen af på en samlet 11. plads, fire point over nedrykningsstregen.

### Spillerkarrierens sidste efterår
I begyndelsen af november måned 2005 annoncerede Madsen et klubskifte til de nyoprykkede 1. divisionskollegaer fra Lyngby Boldklub ved det kommende årsskifte efter indgåelsen af en tre-årig spillerkontrakt. En mindre skade ved ankomsten til Lyngby Boldklub gjorde, at Madsen måtte stå over i klubbens første træningsmatch mod Brøndby IFs U/20-mandskab. Efter et halvt års genoptræning oven på sin skade i foden kunne den uofficielle debut for Kongens Lyngby-klubben endelig finde sted i forbindelse med en reserveholdskamp imod B 1903 i den 4. februar 2006. Godt 10 minutter inde i 1. halvleg af træningskampen mærkede Madsen et knæk i foden under en harmløs duel, hvilket medførte en tur på skadestuen, hvor man ved en nærmere undersøgelse kunne konstatere at defensivspilleren havde fået et tilbagefald med fodskaden, som holdt ham ude af spillet i mere end et halvt år i sin sidste tidligere klub. I en længere periode herefter var Michael Madsen plaget af den brækkede fod, og i den mellemliggende tid, hele forårssæsonen, blev det således ikke til nogen officielle 1. seniorkampe. Klubbens læger tilkendegav først i juli måned, at forsvarsspilleren kunne træne for fuld styrke igen.
Den officielle kampdebut som centerforsvarer i Lyngby Boldklubs blå/hvide spilledragt fandt først sted den 6. august 2006 i udebaneopgøret mod Madsens tidligere klub, Akademisk Boldklub, hvor han fik lavet kampens første scoring og sit debutmål for lyngbygenserne efter blot fire minutters spil ved at heade bolden ind bag værternes målmand Mikkel Drexel ved bagerste stolpe – en situation, der opstod som følge af et frispark. Madsen udviklede sig til en af klubbens bærende kræfter i efterårssæsonen 2006, hvor det samlet blev til tolv kampe og tre scoringer i divisionen samt deltagelse i en enkelt pokalkamp (11 kampe med fuld spilletid). Kasper Hjulmand, der var førsteholdets cheftræner i perioden 2006-2008, fremhævede "hans positive sind, og hans evne til at begejstre og give fra sig" og for i turneringskampene at tilføje en "hidsighed og aggressivitet i spillet", fylde "meget mentalt" og derigennem vise, at "han vil vinde".
1. divisionskampen på Lyngby Stadion den 5. november 2006 mod SønderjyskE skulle vise sig at blive Michael Madsens sidste kamp i Lyngby Boldklubs blå trøje og afskedskampen med den aktive spillerkarriere. Backspilleren var blevet udtaget til startopstillingen, men måtte lade sig erstatte af Morten Juul Hansen efter blot fire minutters spilletid i 3-1 sejren over sønderjyderne grundet en opstået skade. Han sad over i alle vinterens testkampe, hvoraf den første blev spillet den 28. januar 2007. Grundet sit beskadigede venstre knæ var Madsen definitivt tvunget til at indstille sin spillerkarriere i midten af februar 2007, da den 33-årige forsvarsspiller besluttede sig for at følge lægernes råd om ikke at fortsætte sin aktive spillerkarriere og erklære sig fodboldinvalid. En operation i knæet foretaget den 5. januar hjalp ikke på skaden, og i midten af januar konstaterede lægerne en alvorlig bruskskade i det venstre knæ, hvilket ville påvirke Madsens fremtidige førlighed, hvis ikke han stoppede fodboldspillet på topplan med øjeblikkelig virkning. Lyngby Boldklub overvintrede på førstepladsen i 1. division og sikrede sig i løbet af forårets femten kampe oprykning til Superligaen i 2007/08-sæsonen ved at vinde rækken. Eftersom Madsen havde været i aktion for Lyngby Boldklub i den første halvdel af sæsonen, havde han også en andel i mesterskabet, på trods af at have forladt klubben i løbet af vinterpausen. Sideløbende nåede Lyngby Boldklub i 2006/07-sæsonen frem til semifinalerne i DBU's Landspokalturnering, hvor man endte med at blive slået ud af F.C. København samlet over to kampe.

## Trænerkarriere

### Starten som fodboldtræner
Madsens trænerkarriere havde oprindelig sin begyndelse, da han blev ansat som spillende assistenttræner i 2. divisionsklubben Hellerup IK i sommerpausen 2003, hvor spillerne alle havde amatørstatus. Det var også fra tiden i Gentofte Kommunes fodboldflagskib, Hellerup IK, at interessen for at fortsætte trænergerningen påbegyndtes. Den første turneringskamp som spillende assistenttræner for HIK blev hjemmebanekampen og sæsonpremieren den 2. august 2003 imod 2. divisionskollegaerne fra Kalundborg GF&BK, som endte med slutresultatet 2-2. Inden starten på forårssæsonen 2005 gav Dansk Boldspil-Union Gentofte-klubben tilladelse til at indføre kontraktfodbold, hvorved Michael Madsen kunne skrive under på en kontrakt for den resterende del af sæsonen. Efter at have haft fodbold som bibeskæftigelse indebar den nye status som kontraktspiller, at Madsen fik en række administrative pligter i klubben på fuldtid – sammen med midtbanespilleren Mads Spur-Mortensen – med at styre administrationen og optimere sponsorkredsen samtidig med, at han fortsatte på Hellerup-klubbens divisionshold under Jakob Friis-Hansen. Positionen som spillende assistenttræner beholdt Madsen, indtil han skiftede til den sjællandske naboklub, Lyngby Boldklub, på en aftale der trådte i kraft den 1. januar 2006.
Da Michael Madsen ønskede at indlede en trænerkarriere på fuldtid, tog han i efteråret 2006, sideløbende med sin aktive spillerkarriere i Lyngby Boldklub, på et trænerkursus, som blev afsluttet med en bestået T-trænereksamen. Madsen udtalte i denne sammenhæng, at fremtidsplanerne involverede at begynde på studierne til A-licenstrænerkurset (med start i januar 2009). Næste skridt hen imod dette blev taget i oktober 2008, da han bestod DBU's B-trænereksamen. Kort tid efter Madsen havde annonceret sit karrierestop på fodboldbanen, blev han sat i forbindelse med det nyetablerede Birkerød Sports College (en del af Birkerød Gymnasium) som gæstefodboldtræner med officiel virkning fra gymnasieuddannelsens begyndelse i august 2007. Undervisningen ville bestå af en boglig faglig del kombineret med fodboldtræning om formiddagen af Madsen i samarbejde med Jakob Friis-Hansen, Allan Nielsen og brasilianeren Luiz Antonio Ferreira sideløbende med hans eget civile arbejde.
I mellemtiden valgte Madsen dog at acceptere et tilbud om at tiltræde som ny cheftræner i fodboldafdelingen hos sin tidligere divisionsklub, Hellerup IK, hvilket således blev hans første cheftrænerjob i karrieren. Fremad Amager A/S, med forhenværende HIK direktør Nicolai Kaas-Heilmann, offentliggjorde den 8. maj 2007, at HIK's daværende cheftræner Jakob Friis-Hansen ville fortsætte som ny cheftræner hos Boldklubben Fremad Amager på en treårig aftale med start efter sommerpausen 2007. HIK's ledelse tog derfor kontakt til den tidligere assistenttræner, og der blev indgået en tidlig aftale parterne imellem om, at Madsen ville indtage posten som cheftræner i HIK per 1. juli for den kommende 2007/08-sæson, uanset om førsteholdet skulle risikere at rykke ned i landets tredjebedste række. Turneringskampene i løbet af maj måned artede sig imidlertid sådan, at ledelsen allerede med virkning fra den 26. maj besluttede, at Madsen skulle overtage ansvaret for træningen for de hvidblusede fra den tidligere landsholdsspiller Jakob Friis-Hansen. Friis-Hansen blev i bedste forståelse med sin hidtidige arbejdsgiver øjeblikkeligt afskediget inden mødet den 28. maj 2007 med den rivaliserende førstedivisionsklub grundet den personlige interessekonflikt i sæsonafslutningens tætte bundstrid. HIK var på dette tidspunkt placeret på 16. og sidstepladsen i tabellen fem point efter netop Fremad Amager lige over nedrykningsstregen, og klubbens bestyrelse ønskede sig fuld fokus mod en potentiel sejr i nedrykningsopgøret på egen trænerbænk. Det nære venskab med Friis-Hansen foranledigede også Madsen til at søge den afgåede cheftræners accept, før han takkede ja til jobbet.
HIK-mandskabet oplevede den ønskede virkning med udskiftningen på cheftrænerposten, da holdet formåede at vinde 2-0 over Fremad Amager på Gentofte Stadion den 28. maj 2007 og spillede noget af det bedste fodbold i hele sæsonen og fjernede dermed den pointmæssige afstand til de andre nedrykningskandidater. Det var ikke lykkedes divisionsholdet i den hidtidige forårssæson 2007 at spille sig til en eneste sejr (statistikken lød på syv uafgjorte kampe og tre nederlag). Michael Madsen tilførte som debuterende cheftræner en ny vindermentalitet og entusiasme til førsteholdstruppens spillere og et optimistisk syn med hensyn til holdets chancer i sæsonens resterende fem spillerunder, hvilket medvirkede til, at mandskabet tilspillede sig ti point (tre sejre, en uafgjort kamp og et nederlag), inklusiv en 3-1 udebanesejr på Århus Stadion (NRGi Park) foran 17.000 tilskuere over de senere oprykkere fra AGF i den sidste runde, som afgjorde nedrykningspladserne. Holdet rykkede forbi amagerkanerne og klarede lige nøjagtig frisag i kampen om at undgå de tre nedrykningspladser med sin placering blot et enkelt point over nedrykningsstregen, hvorved Hellerup-klubbens 1. divisionsstatus blev sikret endnu en sæson.

### Amagerkanske overbygningsplaner
Cheftrænerposten beholdt Madsen kun kortvarigt (fem uger), eftersom han i juni 2007 blev hentet til de nyligt nedrykkede 2. divisionskollegaer Fremad Amager (sluttede sidst i 1. divisionssæsonen forinden), på en anbefaling af amagerkanernes nytiltrådte cheftræner, for at tiltræde en funktion som klubbens nye talent- og teamchef. Bevæggrundene til Madsens ønske om alligevel ikke at være HIK-træner blev angivet som værende utilfredshed med HIK's ledelse og Per Frimann grundet manglende opfølgning på spillersamtaler forud for den kommende sæson, vedrørende udarbejdelse af kontrakt og rådighedsbeløb, men derudover ønskede Madsen også at prøve sig selv af i en ny jobfunktion i en klub med større udviklingsmuligheder. Samtidig var Madsen ikke bundet af nogen kontraktlige forhold, der ville umuliggøre et klubskifte. Den tidligere professionelle fodboldspiller blev oprindeligt hentet til Fremad Amager, hvor han var tiltænkt en rolle som team/talentchef, der fungerede som et bindeled mellem førsteholdet og ungdomsholdene i klubben, og som skulle tiltrække profiler og talenter fra Amager og Sjælland. Efter i lange perioder reelt at have fungeret som sportschef blev Madsen i midten af oktober måned 2007 officielt udnævnt som klubbens sportschef og blev, sammen med Todi Jónsson, gjort hovedansvarlig for opbygning og udvikling af spillertruppen.
Den ambitiøse Sundby-klub, med Todi Jónsson og hans færøske investorgruppe med nye ejere, stillede et økonomisk grundlag til rådighed for Madsen til opbygning af holdet i samarbejde med trænerteamet, hvilket skulle gøre det muligt at hente en række rutinerede spillere med Superliga-erfaring og unge motiverede spillere med divisionserfaring til klubben for på denne måde at sikre Fremad Amager en hurtig tilbagevenden til 1. division og dermed sætte klubben på den rette kurs igen jævnfør klubledelsens ambitiøse målsætning om oprykning til Superligaen inden for en overskuelig årrække. Nedrykningen fra 1. division kostede de fleste af klubbens spillere fra den forrige sæson, idet tyve spillere forsvandt fra truppen, mens et tilsvarende antal trådte ind. Tilgangen i spillertruppen omfattede blandt andet en kombination af bekendtskaber gjort fra Friis-Hansens trænertid i HIK og Madsens spillerkarriere såsom Nicki Albek (tidligere HIK), Salomon King (tidligere HIK), Jacob Josephsen (tidligere HIK), Andreas Mortensen (tidligere HIK), Stefan Campagnolo (tidligere Lyngby BK), Morten Juul Hansen (Lyngby BK), David Rasmussen (tidligere Farum BK) og Anders Jochumsen (tidligere Lyngby BK).
Resultaterne for klubbens bedste mandskab i efterårssæsonen medvirkede til, at førsteholdet overvintrede på førstepladsen i 2. division Øst, men forårssæsonen indledtes med en periode med en række skuffende resultater for klubledelsen at se (seks point i lige så mange kampe), hvilket sendte divisionsholdet ned på en andenplads i divisionen med risiko for en endnu lavere placering. To nederlag i maj måned 2008 til klubbens nærmeste konkurrenter i oprykningsstriden medvirkede til, at den hidtidige cheftræner Jakob Friis-Hansen kort tid efter blev afskediget af klubbens ledelse. Madsen trådte dernæst til for at overtage trænergerningen sammen med den nye assistenttræner Julian Hansen (efter at den tidligere assistenttræner Mads Spur-Mortensen under Friis-Hansen selv valgte at sige sin stilling op) i sæsonens resterende syv divisionskampe. 2. divisionsklubbens sidste resultater i sæsonen betød, at holdet kunne forblive på andenpladsen (grundlagt gennem fem sejre og to nederlag siden Michael Madsens tiltrædelse) og skulle ud i to playoffkampe om oprykning. Man vandt begge sine to vitale oprykningskampe samlet med cifrene 4-0 (1. kamp: 1-0, 2. kamp: 3-0) inden for blot fire dage imod vestpuljens næstbedst-placerede hold i sæsonen, århusianske Brabrand IF, og dermed var oprykningen til landets næstbedste fodboldrække en kendsgerning.
Efter 2007/08-sæsonens afslutning var det planen, at Madsen skulle vende tilbage på posten som sportschef for eliteoverbygningsholdet FC Amager mellem de amagerkanske fodboldklubber Boldklubben Fremad Amager, Kastrup Boldklub (KB), Dragør Boldklub (DB) og Kløvermarkens Forenede Boldklubber (KFB), der trådte i kraft med virkning fra den 1. juli 2008. Alliancens ledelse besluttede i stedet at forlænge samarbejdet med Michael Madsen som cheftræner og Julian Hansen som assistenttræner for yderligere en tre-årig periode, efter at det var lykkedes Fremad Amager, hvis klublicens og sportslige placering overbygningssamarbejdet overtog, at rykke op i 1. division og sikre, at fodboldprojektet startede sin tilværelse på det næstbedste fodboldniveau i Danmark.
Den nye cheftræner og klubbens ledelse besluttede at fortsætte med moderklubben Fremad Amagers tidligere divisionstrup, således at grundstammen af førsteholdets spillere forblev stort set uforandret i forhold til den forgangne sæson. Til forskel fra forårssæsonen forlod kun fem spillere holdet (to indstillede spillerkarrieren), mens Madsen hentede et tilsvarende antal forstærkninger (to fra egne rækker i form af moderklubberne) i løbet af sommerpausen 2008 med fokus på at hæve truppens niveau og reducere dets sårbarhed i bredden ved skader, men samtidig give spillere, der sikrede oprykningen, "chancen i 1. division". Michael Madsen anser hver eneste turneringskamp som vigtig og spilkonceptet sigter på at udvikle spillerne, således at holdet i hver eneste kamp, uanset modstandernes styrke og placering, går efter at vinde. En korrekt positiv indstilling, et velfungerende kollektiv og vindermentalitet betragtede Madsen som værende en vigtig del af forberedelserne op til kommende kampe og under selve kampene, hvilket i sidste ende skulle give udslag i resultater til fordel for holdet. I tiden efter sin tiltrædelse som ny cheftræner kort før sommerferien tilknyttede Madsen derfor en fast coach til trænerstaben omkring førsteholdstruppen til udelukkende at stå for den mentale opladning under træningen, specielt efter nederlag.
Michael Madsens første officielle opgave som cheftræner blev 2008/09-sæsonpremieren i 1. division mod de nordsjællandske Superliga-nedrykkere fra Lyngby Boldklub på hjemmebanen i Sundby Idrætspark. Resultatet af kampen blev en 4-2 sejr til nystiftede FC Amager efter en pauseføring på 4-0. Efter en skriftlig protest til DBU fra det gæstende hold blev FC Amager tre dage efter imidlertid dømt som taber af kampen med et skrivebordsnederlag på 0-3 i henhold til turneringsreglernes § 36.2, da man i debutkampen havde benyttet sig af den karantæneramte forsvarsspiller Nicki Albek til trods for, at man var forinden var blevet informeret om én uafviklet spilledags karantæne. FC Amager ankede afgørelsen, men DBU's bestyrelse afviste den 20. september 2008 klubbens anke over det disciplinære nederlag og stadfæstede kendelsen. Han var træner i FC Amager frem til klubbens konkurs i slutningen af marts 2009.

### Vanløse og assistent i Brønshøj
Det blev i juni 2009 offentliggjort, at Michael Madsen blev ny træner i Vanløse som resultat af, at klubben efter pres fra spillerne havde fyret det eksisterende trænerteam bestående af Jakob Rossander og John Rasmussen. Længden af kontrakten blev i første omgang ikke udmeldt, men Vanløses sportschef, Torben Rylander, talte om flerårigt perspektiv. Under en uge senere, den 28. maj, blev Frank Skytte, tidligere divisionsspiller for Fremad Amager med over 200 divisionskampe på cv'et, ansat som Madsens assistenttræner. Frank Skyttes skifte fra en position som andetholdstræner i Holbæk B&I til Vanløse skete blandt andet af praktiske årsager, da han startede på nyt job på Vester Voldgade i København som teknisk assistent i Dansk Arbejdsgiverforening, hvilket var svært at forene med et fritidsjob i Holbæk. Idet Vanløse var sluttet lige over nedrykningsstregen sæsonen forinden Madsens tiltræden, var målsætningen for 2009-10-sæsonen at overleve i 2. division. Den første tid som cheftræner for Vanløse var dog problematisk, og efter 11 spillerunder i oktober lå Vanløse under stregen i 2. division Øst. Systematisk var det ligeledes på dette tidspunkt, at Vanløse ikke havde scoret i tre spillerunder, siden Madsen som resultat af skader sendte sig selv på banen og scorede på straffespark. Vanløse fik dog i løbet af sæsonen bedre fat og endte i sidste ende på en 8. plads med 43 point (11 sejre, 10 uafgjorte og 9 nederlag). Det var den bedste placering for Vanløse siden starten af 1990'erne, hvor klubben spillede i 1. division. I den efterfølgende sæson - 2. division Øst 2010-11 - endte Vanløse atter på en 8. plads. Madsen var træner i Vanløse frem til oktober 2011, hvor han valgte at stoppe grundet tidsmangel. Han havde ellers skrevet under på en ny treårig aftale med Vanløse, men valgte at springe fra. Han udtalte i den forbindelse, at "Jeg har valgt at sige min stilling op som cheftræner, da jeg har et arbejde som bliver mere og mere krævende. Den ekstra tid det tager at være cheftræner, den har jeg ikke til rådighed. Jeg skal dog stadig være i fodboldmiljøet. Jeg skal være assistenttræner et eller andet sted [...]".
Allerede under en måned efter, at Madsen offentliggjorde sit stop i Vanløse, blev Madsen rygtet til Brønshøj Boldklub som assistenttræner, men først den 3. januar 2012 blev Madsen endeligt præsenteret som ny assistenttræner i Brønshøj under cheftræner Bo Henriksen. Han skrev under på en etårig aftale, hvor han skulle agere sideordnet med den hidtidige assistenttræner Poul Olesen. Ved siden af assistenttrænerposten arbejdede han endvidere for Jespers Torvekøkken. Madsens specifikke opgave var holdets offensive spil på på den sidste tredjedel af banen, mens cheftræner Henriksen fokuserede på holdets defensiv. Brønshøj overvintrede ved Madsen ansættelse på 8. plads i 1. division, hvilket henover forårssæsonen blev forbedret til en 5. plads ved sæsonens afslutning (10 sejre, 10 uafgjorte og 6 nederlag). I november offentliggjordes det, at Madsen stoppede i Brønshøj ved kontraktudløb.

### Forskellige poster i Greve Fodbold
Han blev præsenteret som ny træner i Greve Fodbold i starten af november 2012 ved virkning fra 1. januar 2013. Han erstattede Erik Rasmussen, som i stedet skulle agere som teamchef i klubben efter sit vikariat som cheftræner, hvilket indebar et overordnet ansvar for det taktiske oplæg samt aktivt deltage på træningsbanen i det omfang, mulighederne tillod. Dermed delte Rasmussen som teamchef og Madsen som træner det overordnede ansvar. Den sidste del af trænertrioen blev Thomas Mikkelsen, som også havde fungeret som assistenttræner under Rasmussen og forsatte i selvsamme rolle under Madsen. Madsen skrev under på en halvandetårig kontrakt gældende frem til sommeren 2014. Greve var placeret som nummer 8 i Danmarksserien 2012-13 med 11 point op til rykkens nummer 2, SC Egedal, da Madsen tiltrådte henover vinterpausen. Sæsonens første turneringsrelaterede kamp vandt Greve 3-0 på tre mål af Patrick Jensen, der netop var vendt tilbage efter et halvt års pause, men klubben blev efterfølgende taberdømt, idet han stadig manglede at afsone to spilledages karantæne for en udvisning i en 2. holdskamp for Greve sæsonen forinden. Greve lå omkring nedrykningsstregen i slutningen af april 2013, men endte i sidste ende på den selvsamme 8. plads som ved vinterpausen. Teamchefen og cheftræner Rasmussen valgte imidlertid at stoppe sit virke i Greve ved 2012-13-sæsonens afslutning for i stedet at hellige sig til sit humanitære projekt Football for A New Tomorrow og sit arbejde på Canal 9.
Cheftrænerposten i Greve stod derfor åben, og som erstatning herfor blev det i juni 2013 forventet, at det blev Madsen, der skulle præsenteres som ny cheftræner. Ganske som forventet blev Madsen sidenhen præsenteret som cheftræner, og han havde sin første arbejdsdag på træningsbanerne den 15. juli 2013. Han fik Thomas Mikkelsen som sin assistent, mens holdleder blev Mogens " Muggi" Jeppesen og målmandstræner Bo Damm. Klubben havde i efteråret 2013 en god halvsæson, da de med en 2. plads (28 point i 13 kampe) lå til oprykning og havde fem point ned til Næsby Boldklub på en 3. plads, og den flotte halvsæson blev kronet med en 3-1-sejr over Kolding Boldklub i efterårets sidste spillerunde, hvor især Nicolaj Fussing og keeper Nicklas Frenderup blev hyldet. Madsen kunne derfor med tilfredshed give cheftrænerposten i Greves bedste mandskab videre, da han i løbet af efteråret 2013 offentliggjorde, at han ikke fortsatte på cheftrænerposten efter efterårets udgang. Det var ikke tidsmæssigt muligt for Madsen både at være cheftræner for et ambitiøst Danmarksseriemandskab, familiefar for fem børn og have et tidskrævende civilt arbejde. Thomas Mikkelsen, der var assistent for Madsen i efteråret 2013, havde kun skrevet under på en kontrakt gældende for det halve år, og han angav, at han ikke var interesseret i cheftrænerposten grundet tidsmangel. Greve skulle derfor ud på markedet og lede efter en ny cheftræner. Ifølge formanden i Greve Fodbold, Kim Højgaard Hansen, havde man i Greve i de forgangne år døjet med mange skiftende cheftrænere, og man var derfor fra Greves side glade for, at Madsen ønskede at fortsætte som ny assistenttræner for at skabe en vis grad af kontinuitet.
Trænerkabalen gik op i december 2013, da den nye mand i spidsen for Greves førstehold i Danmarksserien blev fundet internt i klubben i form af Michael Møller-Andersen, der hidtil havde været cheftræner for klubbens U/19-hold. Som aftalt, allerede da Madsen midlertidigt overtog cheftrænerposten i sommeren 2013, blev Madsen præsenteret som assistenttræner, og samtidig skulle han også fungere som klubbens sportschef. På den måde blev Madsen hierarkisk både under- og overordnet i forhold til Møller-Andersen, men det var ifølge Møller-Andersen ikke at betragte som et problem: "Det har vi snakket om, og det er der ingen problemer i. Det er mig, der har ansvaret for træningen og i sidste ende for at sætte holdet -men selvfølgelig i samspil med Michael, som jeg respekterer meget og jo har prøvet så meget. Og han har så med selve trupsammensætningen at gøre".
Møller-Andersens start som førsteholdstræner i Greve startede med, at man fik bibeholdt størstedelen af den eksisterende trup. 30-årige Kenni Pedersen og 27-årige Lasse Jensen forlod klubben, men til gengæld fik tilført fra kræfter i form af Mark Sundstrup (Boldklubben Frem), Rasmus Gehlsen (FC Midtjylland) samt Christian Bagger (Nordvest FC). Således var truppen ifølge Madsen i mindst ligeså stærk forfatning som i efteråret 2013. Holdet vandt flere kampe i vinteropstarten, og inden sidste spillerunde kunne Greve Fodbold rykke i 2. division, såfremt KFUM Bk., Roskilde kunne slå Kolding Boldklub, samtidig med at de skulle slå Krarup/Espe SG & I, der slå sidst i tabellen. Greve gjorde sin del af arbejdet med en 0-5-sejr ude over Krarup/Espe SG & I den 14. juni 2014, bl.a. grundet et rødt kort efter blot 17 minutter, men Kolding Boldklub vandt samtidigt 0-2 ude over KFUM Bk., Roskilde, og Greve Fodbold endte derfor udenfor rykningspladserne, der i stedet gik til Kolding IF (1.) og Kolding Boldklub (2.).
Michael Møller-Andersen var cheftræner frem til december 2014, da Møller-Andersen i stedet igen skulle være træner for klubbens U/19-hold. Det var ifølge Kasper Nørgaard Hansen fra Dagbladet Køge/Ringsted/Roskilde "en overraskelse for mange". Michael Madsen blev i første omgang indsat som konstitueret cheftræner, og det var på daværende tidspunkt ikke klart, om Madsen skulle have denne position hele forårssæsonen. I januar 2015 havde man dog besluttet, at Madsen skulle være cheftræner i foråret, da formanden for Greve Fodbold, Peter Würtz Madsen, mente, at "[v]i tror på, at den retning, vi har lige nu, den skal vi fortsætte med, og der tror vi, at Michael Madsen lige pt. er den bedste til at fortsætte dén linje". Klubben overvintrede således på 1. plads. Senere i januar 2015 blev Claus Nielsen ansat som Madsens assistenttræner - den samme konstellation, som duoen havde under på Madsens tid i Vanløse. Anders Bovall, der tidligere havde været sportschef i Solrød Boldklub, kom i marts 2015 ind i Greve Fodbold og overtog Madsens post som sportschef for ungdommen, således at Madsen nu kun var sportschef for seniorafdelingen.
I slutningen af maj 2015 blev det offentliggjort, at Madsen trådte tilbage som konstitueret cheftræner for Greve Fodbold. Den 15. juni 2015 blev Jonas Borup Jensen, der kom fra fra en cheftrænerpost i Taastrup FC, ansat som ny cheftræner. Borup og Madsen var nære bekendte og gode kollegaer, og Madsen var derfor særdeles tilfreds med, at det var lykkedes Greve at hente den nye cheftræner til klubben. I stedet for en ny rolle som traditionel sportschef, som Madsen tidligere havde fungeret som i Greve af flere omgange, fik han en ny rolle, der kunne betegnes som en hybrid mellem sportschef og manager, uden at der kom en officiel titel på den nye rolle. Han fik ansvaret for 1. og 2. holdet, U/19 og U/17, og at der var en klar rød tråd herimellem, og han skrev under på en treårig aftale gældende fra 1. juli 2015. Andetsteds blev han også tituleret som assistenttræner under Borup i samarbejde med den anden assistenttræner, Claus Nielsen. Forud for den nye sæson, Danmarksserien 2015-16, var den klare målsætning, at klubben skulle rykke i 2. division som følge af, at klubben i de foregående to sæsoner var placeret lige udenfor de oprykningsgivende pladser. Holdet overvintrede på en 4. plads efter en række skuffende resultater i de sidste kampe i efteråret, og klubben forstærkede sig derfor i vinterpausen med en række nye spillere. Den 29. juni 2016 lykkedes det klubben at rykke op i 2. division efter en 4-0-sejr over Vejgaard Boldspilklub, som allerede var rykket op runden forinden. Madsen var i den forbindelse særligt begejstret over, at det var lykkes at rykke op med en trup, der "er 70 procent egen avl".

### Cheftræner i AB og Brønshøj samt assistent i Skovshoved
Efter fem år med poster som cheftræner, assistenttræner og sportschef offentliggjordes det den 11. december 2017, at Madsen stoppede i Greve Fodbold med udgangen af 2017. Han havde i stedet skrevet under med en unavngiven divisionsklub. Ifølge Greve Fodbold var samarbejdsstoppet en gensidig aftale. Det var primært de fysiske forhold i 2. divisonsklubben Greve, som Madsen opponerende imod, der blandt andet talte skimmelsvamp og mug i omklædningsrum og manglende klipning af kampbanen inden en turneringskamp mod Kolding. Blandt bedrifterne i Madsens tid i Greve Fodbold kan nævnes holdets oprykning fra Danmarksserien til 2. division.
Otte dage senere, den 19. december 2017, blev Madsen præsenteret som ny cheftræner i Akademisk Boldklub, hvor han også var spiller fra 1996 til 1998. Første arbejdsdag i klubben havde han den 8. januar 2018, og i den første tid var der udover udskiftninger i resterende del af trænertruppen - den tidligere cheftræner, Søren Bjerg fortsatte i klubben i en ikke nærmere defineret rolle, og den tidligere landsholdsspiller og assistenttræner, Jesper Christiansen, forlod klubben til fordel for en karriere som målmandstræner. Sen uofficielle debut i spidsen for Akademisk Boldklub kom den 27. januar 2018, hvor Akademisk Boldklub vandt 7-0 over Stenløse Boldklub. Denne tendens fortsatte den 3. februar, hvor klubben vandt 6-0 over Ledøje-Smørum Fodbold. I tiden mellem Akademisk Boldklubs to første træningskampe, den 1. februar 2018, blev Madsens nye assistenttræner, Lars Brandt, ansat. Den officielle debut for de grønblusede akademikere kom i midten af marts 2018 i en 1-2-sejr ude over Aarhus Fremad.
I midten af maj 2019 blev det offentliggjort, at Akademisk Boldklub skulle have ny træner fra sommeren 2019 af, da Madsen ikke fortsatte i klubben. Han havde en måneds tids forinden opsagt sin stilling og udtalte i den forbindelse, at "[å]rsagen holder jeg for mig selv". Akademisk Boldklubs administrerende direktør, Peter Rasmussen, ville heller ikke uddybe nærmere, men udtalte at "Der er slet ikke noget drama i det. Michael har valgt, at han gerne vil videre, og det respekterer vi. Vi er pisseglade for ham, og det har været en skidegod tid. Selvfølgelig har Michael nogle bevæggrunde for, hvorfor han vil vide, men det er jo ikke nødvendigvis noget, jeg vil dele offentligt. Det holder vi internt, og vi forbliver de bedste venner, så der er slet ikke noget der".
Den 28. maj 2019 offentliggjorde Brønshøj Boldklub, at Madsen havde skrevet under på en toårig aftale som ny cheftræner gældende fra 1. juli 2019. Klubben blev nummer 3 i 2. division, Pulje 1 med 29 point efter 17 kampe. Dermed kvalificerede de sig til oprykningsspillet, hvor de blev nummer 10 ud af 12 hold. Efter at have tabt fire ud af de første fem kampe i 2020-21-udgaven af 2. division stoppede Madsen i starten af oktober 2020 i klubben. Klubbens administrerende direktør Dennis Kjeldsen forklarede, at klubben ikke havde fyret Madsen.
Han blev i midten af januar 2021 præsenteret som ny assistenttræner i Skovshoved IF under cheftræner Claus Larsen.

## Liste over titler/kåringer

### Individuelle
- Boldklubben Avarta:
  - Årets Profil 1995 i 2. division Øst (tredjebedste række)

### Klub
- Boldklubben Avarta:
  - Vinder af 2. division Øst 1995 (forår) (fjerdebedste række)
- Farum Boldklub:
  - Bronzemedaljer i Superligaen 2002/03
- Hellerup IK:
  - Vinder af 2. division 2003/04
- Lyngby Boldklub:
  - Vinder af 1. division 2006/07[c]

## Karrierestatistik
Statistikken inkluderer alle officielle kampe (liga, pokal og europa cup), herunder de officielt godkendte slutresultater.

### Spillerkarriere
| Sæson          | Hold               | Liga             | LK | LM | PK | PM | EK | EM | TK | TM |
| -------------- | ------------------ | ---------------- | -- | -- | -- | -- | -- | -- | -- | -- |
| 1992 (forår)   | Boldklubben Avarta | 2. division Øst1 | -  | -  | -  | 0  | 0  | 0  | -  | -  |
| 1992 (efterår) | Boldklubben Avarta | 2. division Øst1 | -  | -  | -  | -  | 0  | 0  | -  | -  |
| 1993 (forår)   | Boldklubben Avarta | 2. division Øst1 | -  | -  | -  | -  | 0  | 0  | -  | -  |
| 1993 (efterår) | Boldklubben Avarta | 2. division Øst1 | -  | -  | -  | -  | 0  | 0  | -  | -  |
| 1994 (forår)   | Boldklubben Avarta | 2. division Øst1 | -  | -  | -  | -  | 0  | 0  | -  | -  |
| 1994 (efterår) | Boldklubben Avarta | 2. division Øst1 | -  | -  | -  | 0  | 0  | 0  | -  | -  |
| 1995 (forår)   | Boldklubben Avarta | 2. division Øst1 | -  | -  | -  | 0  | 0  | 0  | -  | -  |
| 1995-96        | Boldklubben Avarta | 1. division      | -  | -  | -  | -  | 0  | 0  | -  | -  |
| 1996-97        | AB                 | Superligaen      | 14 | 2  | -  | -  | 0  | 0  | -  | -  |
| 1997-98        | AB                 | Superligaen      | 32 | 4  | -  | 0  | 0  | 0  | -  | 4  |
| 1998-99        | AS Bari            | Serie A          | 23 | 0  | -² | 0  | 0  | 0  | -  | 0  |
| 1999-00        | AS Bari            | Serie A          | 6  | 0  | -  | 0  | 0  | 0  | -  | 0  |
| 2000-01        | AS Bari            | Serie A          | 15 | 1  | -  | 0  | 0  | 0  | -  | 1  |
| 2001-02        | Wolfsburg          | Bundesligaen     | 3  | 0  | 23 | 0  | 34 | 0  | 8  | 0  |
| 2002-03        | Farum BK           | Superligaen      | 20 | 0  | 45 | 0  | 0  | 0  | 24 | 0  |
| 2003-04        | Hellerup IK        | 2. division      | -  | -  | -  | -  | 0  | 0  | -  | -  |
| 2004-05        | Hellerup IK        | 1. division      | -  | 0  | -  | 0  | 0  | 0  | -  | 0  |
| 2005 (efterår) | Hellerup IK        | 1. division      | 3  | 1  | 0  | 0  | 0  | 0  | 3  | 1  |
| 2006 (forår)   | Lyngby BK          | 1. division      | 0  | 0  | 0  | 0  | 0  | 0  | 0  | 0  |
| 2006-07        | Lyngby BK          | 1. division      | 12 | 3  | 15 | 0  | 0  | 0  | 13 | 3  |

LK/LM: Ligakampe og mål, PK/PM: Pokalkampe og mål, EK/EM: Europa Cup-kampe og mål, TK/TM: Total antal kampe og mål
1 Den daværende turneringsstruktur for Danmarksturneringen i fodbold bestod af halvårige turneringer
² Coppa Italia
3 DFB-Pokal
4 UEFA Intertoto Cup
5 DBU's Landspokalturnering for herrer

### Trænerkarriere
| Start          | Slut              | Hold               | Liga                         | K  | V  | U  | T  | V%     | Noter                 |
| -------------- | ----------------- | ------------------ | ---------------------------- | -- | -- | -- | -- | ------ | --------------------- |
| 21. juli 2003  | 31. december 2005 | Hellerup IK        | 1. / 2. division             | 80 | 35 | 26 | 19 | 43,75% | [ d ]                 |
| 26. maj 2007   | 27. juni 2007     | Hellerup IK        | 1. division                  | 5  | 3  | 1  | 1  | 60,00% |                       |
| 5. maj 200     | 30. juni 2008     | Fremad Amager      | 2. division Øst              | 7  | 5  | 0  | 2  | 71,42% |                       |
| 1. juli 2008   | marts 2009        | FC Amager          | 1. division                  | 16 | 2  | 8  | 4  | 12,5%  | [ e ] [ 299 ]         |
| 23. juni 2009  | 6. oktober 2011   | Vanløse IF         | 2. division                  | 60 | 22 | 19 | 19 | 36,66% | [ f ]                 |
| 3. januar 2012 | 31. december 2012 | Brønshøj Boldklub  | 1. division                  | 31 | 15 | 9  | 7  | 48,38% | [ g ] [ 300 ] [ 301 ] |
| 1. januar 2013 | 11. december 2017 | Greve Fodbold      | 2. division / Danmarksserien | —  | —  | —  | —  | —      | [ h ]                 |
| 1. januar 2018 | 30. juni 2019     | Akademisk Boldklub | 2. division                  | 49 | 22 | 16 | 11 | 44,9%  | [ i ]                 |
| 1. juli 2019   | oktober 2020      | Brønshøj Boldklub  | 2. division                  | 28 | 9  | 7  | 12 | 32,14% | [ j ]                 |
| Januar 2021    |                   | Skovshoved IF      | 2. division                  | —  | —  | —  | —  | —      | [ k ]                 |

K: Kampe, V: Vundne kampe, U: Uafgjorte kampe, T: Tabte kampe, V%: Antal vundne kampe i forhold til total antal kampe